# Saoner
Saoner är en ort i Indien.   Den ligger i distriktet Nagpur och delstaten Maharashtra, i den centrala delen av landet, 800 km söder om huvudstaden New Delhi. Saoner ligger 328 meter över havet och antalet invånare är 29 638.
Terrängen runt Saoner är platt, och sluttar österut. Runt Saoner är det tätbefolkat, med 297 invånare per kvadratkilometer. Saoner är det största samhället i trakten. Omgivningarna runt Saoner är en mosaik av jordbruksmark och naturlig växtlighet.